# Osmòmetre

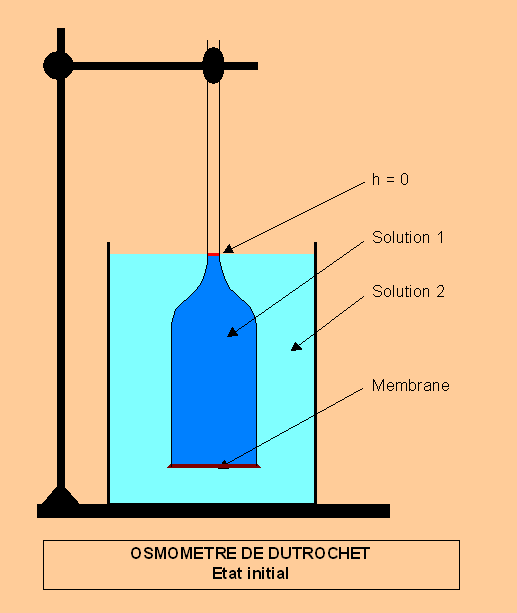
Osmòmetre de Dutrochet

Un osmòmetre és un aparell per mesurar la pressió osmòtica.

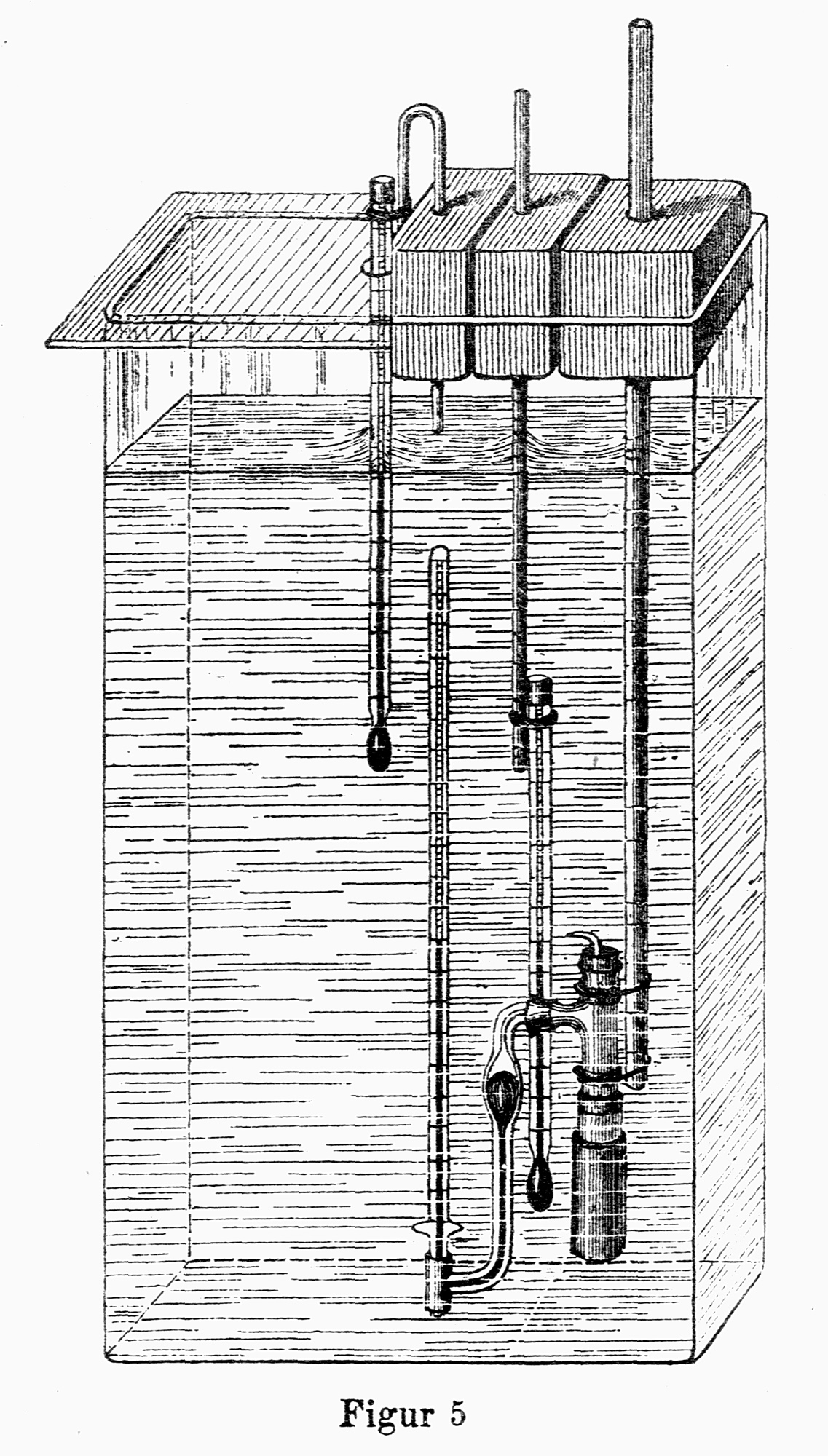
Osmòmetre de Pfeffer

La definició d'osmòmetre ha anat evolucionant amb el temps. En un principi un osmòmetre fou un aparell que s'emprava per mesurar la pressió osmòtica d'una dissolució. Actualment també s'anomenen osmòmetres els aparells emprats per determinar l'osmolaritat (o l'osmolalitat) de les dissolucions (les concentracions efectives de soluts que són causa de la pressió osmòtica), alguns dels quals no empren mesures de pressió osmòtica sinó d'altres propietats col·ligatives que condueixen als mateixos resultats.

## Història
El primer osmòmetre fou inventat pel fisiòleg francès Henri Dutrochet l'any 1828. L'osmòmetre de Dutrochet és molt simple i consta d'un vas ple de dissolvent o d'una dissolució diluïda. Un altre recipient, en forma d'embut invertit, es tapa per la boca més ampla amb una membrana semipermeable i, per l'altra boca es connecta a un tub capil·lar llarg. Dins d'aquest recipient s'hi posa la dissolució concentrada de manera i s'introdueix dins del vas de forma que la membrana quedi en contacte amb ambdues dissolucions i el nivell d'ambdues dissolucions sigui el mateix. En produir-se la difusió del dissolvent cap a la dissolució concentrada el seu nivell pujarà pel tub capil·lar fins que la pressió hidroestàtica que s'hi produeix compensi la pressió osmòtica.
Dutrochet no realitzà mesures precises de la pressió osmòtica i el seu osmòmetre només fou emprat per visualitzar el fenomen. Els primers experiments precisos foren realitzats per l'alemany Wilhelm Pfeffer el 1877 que construí un osmòmetre perfeccionant el disseny original de Dutrochet.
En les dues primeres dècades del segle XX milloraren les tècniques per a mesurar la pressió osmòtica. El químic estatunidenc Joseph C.W. Frazer i col·laboradors treballaren de 1916 a 1921 en la consecució d'un osmòmetre d'alta pressió. Milloraren els dispositius porosos on es dipositava ferrocianur de coure, capaços de suportar grans pressions. L'osmòmetre de Frazer disposa d'un sofisticat mecanisme per a mesurar els canvis de pressions, basant-se en els canvis de la resistència elèctrica de metalls en contacte amb la solució, o en el canvi de l'índex de refracció de l'aigua, en lloc de l'acostumat manòmetre de mercuri. Amb aquest aparell, Frazer i col·laboradors van aconseguir mesures de pressió osmòtica de l'ordre de 273 atmosferes.
En aqueixa mateixa època, G.S. Hartley introduí una tècnica nova que permetia major estalvi de temps en el mesurament de la pressió osmòtica. Ocorria que les mesures amb osmòmetres ordinaris estaven subjectes a una llarga espera, perquè el flux osmòtic és un procés de transport lent. La modificació de Hartley fou molt simple i efectiva, consisteix a aconseguir en forma immediata l'equilibri, aplicant una pressió perquè el flux osmòtic siga cancel·lat. Aquesta modificació disminuí considerablement el temps en el registre de les mesures de la pressió osmòtica.
La consecució de bons osmòmetres durant els anys vint feu possible la reeixida de la determinació dels pesos moleculars de macromolècules, com ara polímers, proteïnes i polisacàrids.

## Tipus d'osmòmetres de membrana

### Osmòmetre estàtic

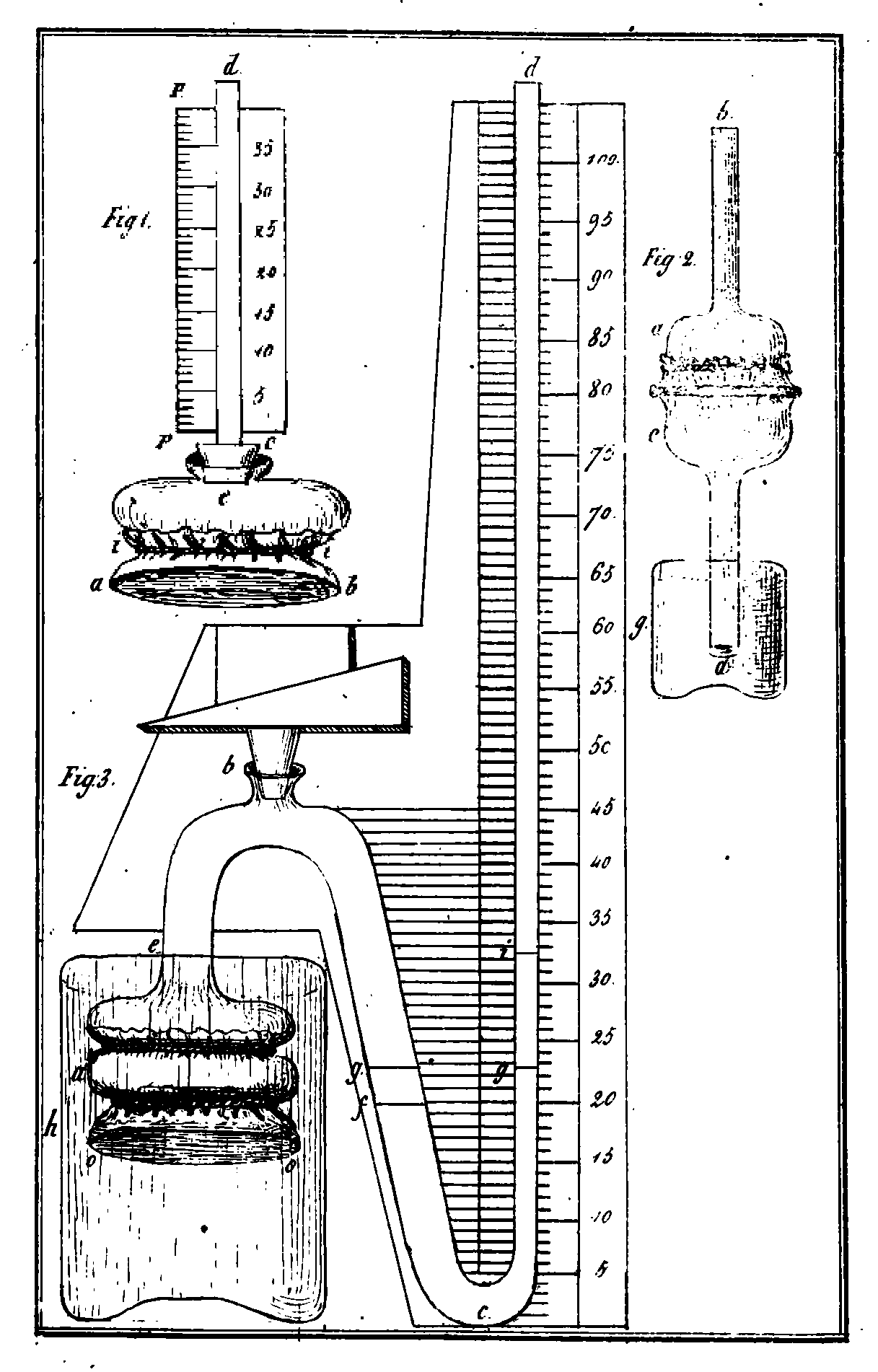
Disseny original de l'osmòmetre de Dutrochet

L'osmòmetre més simple és el del francès Henri Dutrochet que s'ha descrit a l'apartat anterior. En el moment en què s'arriba a un equilibri i mitjançant la mesura de l'altura de la columna de dissolució concentrada es pot determinar la pressió osmòtica:
on:
- {\displaystyle \Pi } és la pressió osmòtica
- {\displaystyle P_{h}} la pressió hidroestàtica
- {\displaystyle \rho } la densitat de la dissolució concentrada
- {\displaystyle g=9,81\;m/s^{2}} l'acceleració de la gravetat
- {\displaystyle h} l'altura de la columna de dissolució concentrada

Una vegada determinada la pressió osmòtica, aplicant l'equació de van't Hoff, es pot calcular la concentració del solut (o la diferència de concentracions entre ambdues dissolucions)

### Osmòmetre dinàmic
Els osmòmetres estàtics requereixen molt de temps per a poder realitzar la lectura de les altures que assoleixen les dissolucions dins els tubs capil·lars, ja que el dissolvent es difon lentament cap a la dissolució més concentrada arribant a l'equilibri després d'una o dues hores, per la qual cosa foren abandonats pels investigadors. Però gràcies a la invenció dels osmòmetres dinàmics es pogué recuperar la mesura de la pressió osmòtica com a tècnica analítica.
Els osmòmetres dinàmics es basen en la mesura de petites diferències de pressió a ambdós costats de la membrana semipermeable que separa dues dissolucions de diferent concentració. Com els estàtics estan formats per dues cambres separades per una membrana semipermeable. En una de les cambres s'omple de dissolvent i l'altra cambra s'omple amb una dissolució. La diferència, respecte dels estàtics, radica en el mètode de lectura de la pressió osmòtica.
Per exemple, en un tipus molt emprat d'osmòmetres dinàmics, la pressió osmòtica es mesura mitjançant una microbombolla d'aire situada dins de la cambra del dissolvent. L'aparició de la pressió osmòtica a la membrana es transmet a totes les parts del líquid (principi de Pascal) i produeix una deformació de la microbombolla d'aire, deformació que pot ser detectada i mesurada mitjançant un raig de llum que la travessa i incideix després sobre una cèl·lula fotoelèctrica. Una vegada detectada la diferència de pressió s'actua automàticament, mitjançant un servomotor, sobre un dipòsit mòbil ple de dissolvent connectat, mitjançant un tub capil·lar, a la cambra del dissolvent, baixant-lo per aconseguir, gràcies a la disminució de la pressió hidroestàtica, compensar l'excés de pressió a la part del dissolvent deguda a la pressió osmòtica. El dipòsit deixa de desplaçar-se quan es detecta que la microbombolla recupera la forma original. D'aquesta manera en pocs minuts es pot obtenir una mesura de la pressió osmòtica.
Els osmòmetres dinàmics han permès l'automatització de les anàlisis i s'empren de manera rutinària en molts de laboratoris per a determinar concentracions de dissolucions.

## Altres osmòmetres
L'ús dels osmòmetres en els laboratoris no s'aplica a la determinació de pressions osmòtiques, sinó a les concentracions efectives de soluts que donen lloc a una major o menor pressió osmòtica. és el que s'anomena osmolaritat o osmolalitat (termes paral·lels a molaritat i molalitat). Com que aquestes concentracions produeixen altres propietats col·ligatives, en segons quin tipus d'anàlisis és millor emprar mesures de pressió de vapor o de descensos crioscòpics per a determinar-les. Aquests aparells, que no empren mesures de pressió osmòtica, també s'anomenen osmòmetres, ja que amb ells es determina l'osmolaritat o osmolalitat.

### Osmòmetres de pressió de vapor
En els osmòmetres de pressió de vapor es mesura el descens de pressió de vapor que experimenta una dissolució respecte al dissolvent pur a la mateixa temperatura. La mesura d'aquest descens es pot realitzar mitjançant el mètode higromètric.
En el mètode higromètric s'injecta una mostra d'uns 10 μl (0,010 ml) damunt d'un disc de paper sense solut en un portamostres, i després s'insereix el portamostres en l'instrument i es tanca la cambra de mostres. El tancament inicia la seqüència de mesurament automàtica. L'element de detecció és un higròmetre de termoparell de fil fi. Aquest se suspèn en un suport de metall, que quan s'ajunta amb el portamostres forma una petita cambra que tanca la mostra. A mesura que s'equilibra la pressió de vapor en l'espai d'aire de la cambra, el termoparell detecta la temperatura ambient de l'aire, establint el punt de referència per al mesurament. Sota control electrònic, el termoparell cerca llavors la temperatura del punt de rosada dins de l'espai tancat, donant un senyal proporcional al diferencial de temperatura. La diferència entre la temperatura ambient i la temperatura del punt de rosada és la depressió de temperatura del punt de rosada que és funció explícita de la pressió de vapor de la solució. La depressió de temperatura del punt de rosada es mesura amb resolucions menors que 0,001 °C. El cicle de mesurament, controlat per microprocessador, dura al voltant d'un minut.

### Osmòmetres de descens crioscòpic
El descens crioscòpic és una propietat col·ligativa que depèn de la concentració total de partícules en dissolució, per la qual cosa es pot emprar per a determinar l'osmolaritat i la osmolalitat de les dissolucions.
En els mètodes actualment emprats la mostra es superrefreda a una temperatura predeterminada, més baixa que la temperatura de congelació esperada. La congelació s'inicia després mitjançant una pertorbació física (ultrasons, agitació…) o en alguns casos sembrant un cristall petit de dissolvent. Això produeix una mescla de dissolvent sòlid i de dissolució just en equilibri a la temperatura de congelació un temps prou llarg per mesurar-ne la temperatura. Les mesures de temperatura es realitzen amb un termistor calibrat, seleccionat per donar una resposta lineal.
La majoria de laboratoris clínics empren els osmòmetres de descens crioscòpic enfront dels de pressió de vapor. Els avantatges dels osmòmetres de descens de pressió de vapor (baix cost, poc manteniment, ús de volums molt petits de mostres), no compensen els seus desavantatges (baixa precisió, resposta no lineal per a valors baixos d'osmolalitat i, especialment, la impossibilitat d'analitzar soluts volàtils, com ara alcohols, etilenglicol i gasos).

## Aplicacions
Aplicació en medicina i veterinària:
- Determinació d'osmolalitat de l'orina, la sang o el sèrum.
- Comprovació del funcionament dels ronyons.

Aplicació en la recerca biològica:
- Determinació d'osmolalitat de les solucions de nutrients per als cultius cel·lulars.
- Determinació d'osmolalitat de solucions de fixació per a microscòpia.
- Determinació d'osmolalitat dels líquids corporals d'insectes.

Aplicació en la botànica:
- La determinació d'osmolalitat des de planta soscava
- Determinació d'osmolalitat de solucions de nutrients.

Aplicació en la indústria farmacèutica:
- Determinació de l'osmolalitat d'animals de laboratori.
- Controls de qualitat en la producció de medicaments.[8]